# Esto es un abrazo
Esto es un abrazo es el quinto álbum de estudio solista, perteneciente al cantautor de rock argentino, Palo Pandolfo junto a su banda La Hermandad. Esta placa fue producido por el músico mendocino Goy Ogalde (de Karamelo Santo) y lanzado en abril de 2013. El primer corte de difusión fue «El Leñador»; cuyo videoclip fue filmado en la provincia de Neuquén Pandolfo convocó a Ogalde y a Charlie Desidney como productores y se rodeó de un cuarteto con carta de ciudadanía del Oeste. El resultado son trece canciones con elementos de rocksteady, huaino, baladas y hasta hardcore.

## Lista de canciones
| N.º | Título                  | Duración |  |
| 1.  | «Soy el Sol»            | 03:44    |  |
| 2.  | «El Leñador»            | 02:53    |  |
| 3.  | «Madre computadora»     | 02:48    |  |
| 4.  | «Más que humanos»       | 03:22    |  |
| 5.  | «Ra»                    | 02:50    |  |
| 6.  | «El ángel del suburbio» | 04:23    |  |
| 7.  | «Dame Luz»              | 02:10    |  |
| 8.  | «En sintonía»           | 03:18    |  |
| 9.  | «Cuelga de la rama»     | 03:29    |  |
| 10. | «La misma suerte»       | 03:44    |  |
| 11. | «Ando adelante»         | 02:25    |  |
| 12. | «La Rebelde»            | 03:56    |  |
| 13. | «Ya se libera»          | 06:08    |  |

## Personal
- Palo Pandolfo: Guitarra y Voz
- Mariano Mieres: Guitarra eléctrica
- Santiago Capriglione: Bajo
- Gerardo Farez: Teclados
- Carlos Fernández: Batería

## Invitados
- con Leo García en «La misma suerte»
- con Boom Boom Kid en «La Rabelde»

## Videos Clips
- «El Leñador»
- «Más que humanos»